# HP 2100
El terme HP 2100 designa dos conceptes relacionats. Per una part designa una sèrie de miniordinadors produïts per HP entre mitjans de la dècada de 1960, fins a principis de la dècada de 1990, coincidint amb el declivi d'aquest tipus d'equips. També es refereix a un model específic d'aquesta sèrie.

## Història
HP va entrar al mercat dels miniordinadors, l'any 1966, junt amb Varian Data Machines. Després General Automation, Computer Automation, Data General, Micro Systems i Lockheed serien la seva competència. El 2116A és el primer model de la sèrie. Va ser dissenyat per una divisió de l'empresa anomenada HP Dymec després d'absorbir Data Systems, una filial d'Union Carbide. Data Systems tenia plans per a un miniordinador de 16 bits anomenada DSI-1000, que finalment es convertiria en l'HP 2116 mitjançant la participació d'HP.
La sèrie va passar a anomenar-se HP 1000 cap a la dècada de 1970. Aquests van ser venuts com a sistemes de temps real, complementant als HP 3000 que eren més complexos, aquest seria el punt de partida per a una línia d'ordinadors d'escriptori. Amb el temps, se suprimirien gradualment a favor d'estacions de treball UNIX basades en RISC.